# SH2B3
La proteína 3 adaptadora SH2B (SH2B3) es una proteína codificada en humanos por el gen SH2B3.
La activación de los linfocitos T requiere la estimulación previa del receptor CD-3 de células T (TCR), seguida del reclutamiento de una serie de proteínas de señalización intracelular (por ejemplo, Grb2) y PLCG1. Mediando la interacción entre los receptores extracelulares y las rutas de señalización intracelular están las proteínas adaptadoras como LAT, TRIM y LNK.

## Interacciones
La proteína SH2B3 ha demostrado ser capaz de interaccionar con:
- Filamina A[3]